# ويليام إي. بارسونز
ويليام إي. بارسونز (بالإنجليزية: William Edward Parsons)‏ هو مهندس معماري أمريكي، ولد في 17 يونيو 1872 في آكرون في الولايات المتحدة، وتوفي في 17 ديسمبر 1939 في نيو هيفن في الولايات المتحدة.